# Docprocess
| Tip               | Societate pe acțiuni (S.A.)                                                                          |
| Înființată        | 2005                                                                                                 |
| Sedii             | București, Romania Brașov, Romania Paris, Franța Grenoble, Franța                                    |
| Oameni cheie      | Daniela Apolozan, CEO Liviu Apolozan, VP of Strategy si Fondator Cristophe Lacaze, CEO pentru Franta |
| Investitori       | Morphosis Capital                                                                                    |
| Număr de angajați | 65                                                                                                   |
| Companii client   | Peste 3500                                                                                           |
| Website           | https://doc-process.com/                                                                             |

### DocProcess
DocProcess este o companie românească de software ce oferă o gamă largă de soluții în cloud pentru automatizarea proceselor de Purchase-2-Pay, Order-2-Cash, logistică, management al contractelor și plăți.
Platforma proprie de automatizare a ecosistemului de business (Business Ecosystem Automation) poate gestiona atât procesele interne, cât și pe cele din cadrul ecosistemului de business al unei companii. Conform site-ului companiei , ecosistemul de business implică furnizori, clienți, parteneri logistici și financiari. Termenul de Business Ecosystem Automation (BEA), precum și conceptul și platforma din spatele lui, aparțin în totalitate companiei.
DocProcess oferă pentru interoperabilitate, înrolarea eficientă a furnizorilor, dar și compatibilitatea cu o multitudine de formate de documente, structurate, nestructurare și chiar cu documente de hârtie[nefuncțională]
.

### Istoric
DocProcess a fost înființată în 2005 ca o companie de consultanță. Fondatorul ei, Liviu Apolozan, a trăit în Franța timp de 15 ani și a lucrat pentru companii precum Xerox Global Services în perioada în care ultimii puneau bazele „serviciilor distribuite digital” (un precursor al sistemelor Software-as-a-Service). La întoarcerea în România, a vrut să creeze o platformă care să permită companiilor să colaboreze fără restricții, într-o manieră complet digitală.
Cum piața și legislația nu puteau susține încă o astfel de viziune, DocProcess a continuat să-și perfecționeze metodologia, lansându-și propria platformă de automatizare a documentelor în 2013. Doi ani mai târziu, platforma integra servicii complete de Purchase-to-Pay și Order-to-Cash.
În 2018, DocProcess și-a deschis un nou sediu la Grenoble, axat pe cercetare și dezvoltare. Un an mai târziu, compania a primit o finanțare de Serie A de la Morphosis Capital și și-a lansat soluția de contract management. 
În 2020, DocProcess și-a deschis biroul de la Paris și l-a numit pe Christophe Lacaze CEO al ramurii franceze a companiei.
În prezent, DocProcess are peste 3500 de companii în portofoliu, inclusiv companii mari de retail precum Carrefour, Cora sau Leroy Merlin, dar și producători FMCG precum Mondelez sau Lactalis, companii internaționale de logistică și firme de publicitate precum Publicis Romania.

### Produse
Oferta principală DocProcess constă în platforma de automatizare a ecosistemului de business (Business Ecosystem Automation sau BEA), care cuprinde un set de servicii integrate nativ și destinate automatizării proceselor de back-office.
Aceste servicii acoperă:
- Facturarea electronică, prin soluția DxInvoice
- Managementul comenzilor, prin soluția DxOrder
- Managementul logisticii, prin DxLogistics
- Managementul catalogului electronic, prin DxCatalog
- Managementul ciclului de viață al contractelor, prin DxContract
- Arhivarea electronică, prin DxArchive
- Plățile, prin soluția DxFin

DocProcess oferă de asemenea și servicii de digitizare a hârtiei și de înrolare a furnizorilor. Mai mult, conform site-ului, platforma permite vizibilitatea în timp real în toate fluxurile documentare, precum și compatibilitatea cu peste 200 de programe ERP.

### Premii și Certificări
De-a lungul existenței companiei, DocProcess a primit mai multe premii atât în România, cât și la nivel european. În România, a primit premiul EY Entrepreneur of the Year în 2018, dar și premiul New Money în același an și premiul Ligii BVB  în 2019.
Tot în 2019, compania a fost finalistă și câștigătoare națională la premiile European Business Awards  și finalistă la gala ANIS.
În 2020, DocProcess a fost finalistă în proiectul BCR Innovx, la secțiunea scale-up.
DocProcess este certificată cu ISO 27001 (pentru securitatea informației) și conformă cu standardele UBL (UBL Ready) și PEPPOL (pentru servicii de eProcurement europene, transfrontaliere). Ramura franceză a companiei a primit recent o acreditare fiscală națională.  

### Impact Social
Ca furnizori de servicii de facturare electronică conforme cu legislația, DocProcess a fost un promotor constant al acestui standard, așa cum este el definit prin Directiva Europeană 2014/55/EU.
Pe parcursul ultimilor ani, DocProcess susține că a digitalizat sute de milioane de documente de hârtie, economisind peste 1800 de tone de hârtie, 3000 de tone de dioxid de carbon și peste 9000 de copaci. În 2016 echipa lor a susținut și ajutat personal la decorarea unei alei turistice din parcul național Buila-Vanturarita.